# Schizomitrium usambaricum
Schizomitrium usambaricum là một loài Rêu trong họ Hookeriaceae. Loài này được (Broth.) Ochyra mô tả khoa học đầu tiên năm 1982.